# Jizerka (Kořenov)
Osada Jizerka (německy Klein Iser) je jednou z částí obce Kořenov v okrese Jablonec nad Nisou v Libereckém kraji.
Původně sklářská a dřevařská osada je dnes střediskem letní a zimní turistiky. Má silniční spojení se zbytkem Kořenova (konkrétně s Horním Polubným), v zimních měsících však bývá občas zcela odříznuta od světa sněhovými závějemi. Zástavba vsi je od roku 1995 chráněna jako vesnická památková rezervace.

## Poloha
Leží na Malé Jizerské louce mezi Vlašským a Středním jizerským hřbetem Jizerských hor ve výšce 862 m n. m., což z ní dělá nejvýše položenou osadu Jizerských hor.
Osadou protéká potok Jizerka, do něj se zde vlévají Sklářský a Safírový potok. Podle potoka je osada také pojmenovaná, někdejší název Vilémova výšina z roku 1815 po synu tehdejšího majitele panství Kristiána Clam-Gallase se neujal. Nedaleko osady, podél horské silnice na Smědavu, se nachází národní přírodní rezervace Rašeliniště Jizerky.

## Historie
Osada je poprvé písemně zmíněna v roce 1539 v registru pražského archivu ve sporu o hranice mezi českým panstvím navarovským a německým frýdlantským jako odlehlé obydlí čihařů a ptáčníků. Výsledkem tohoto sporu byl odprodej osady a jejího okolí do majetku frýdlantského panství roku 1591. Od 15. století byla navštěvována italskými prospektory hledajícími drahokamy na Safírovém potoce. Ti zde hledali celou řadu drahých kamenů, byly mezi nimi například rubíny, modré safíry, spinely, topazy a v neposlední řadě nerost ilmenit, který byl pojmenován místními jako izerín. Roku 1769 měla osada celkem 7 domů.
V roce 1828 založil sklář Franz Anton Riedel první sklářskou huť v osadě. Vyrábělo se v ní duté sklo a skleněné tyče. Druhá sklářská huť vznikla roku 1866 a fungovala až do roku 1911.
Jizerka byla v letech 1850–1936 součástí obce Bílý Potok, v letech 1936–1959 samostatnou obcí.

## Zajímavosti a pamětihodnosti
- Hnojový dům německého cestovatele a dobrodruha Gustava Ginzela, který v roce 2008 zemřel.
- Pyramida – bývalá brusírna skla přestavěná na první restauraci v osadě.
- Muzeum Jizerských hor v budově bývalé školy.
- Hotel Panský dům
- Bukovec – jeden z nejvýše položených čedičových výlevů v Evropě. Vrch s jedinečnou faunou a flórou, přírodní rezervace.
- Rašeliniště Jizerky – státem chráněné vrchoviště, národní přírodní rezervace
- Rašeliniště Jizery, národní přírodní rezervace
- Černá jezírka, přírodní rezervace
- Rybí loučky, přírodní rezervace

## Osobnosti
- Na Jizerce (Klein Iser / Wilhelmhöhe) se narodil Ludwig Hujer, medailér a sochař žijící ve Vídni. Až do roku 1945 měl vlastnit jeden ze zdejších domů.[4]
- Gustav Ginzel, cestovatel, horolezec a dobrodruh zde žil v Hnojovém domě.
- V osadě Jizerka bydlel odloučen od veřejnosti bývalý komunistický funkcionář Lubomír Štrougal.[5]
- Jednu z nemovitostí, tzv. starou celnici, zakoupil i miliardář Petr Kellner. Na místě původní budovy vystavěl její repliku, podařilo se mu též zlegalizovat stavební úpravy provedené bez povolení předchozím majitelem. Bylo to vůbec poprvé co se na Jizerce objevil stavební jeřáb.[6] Kellner též získal povolení na vybudování heliportu.[7]

## Jizerská oblast tmavé oblohy
V údolí řeky Jizerky a údolí hraničního úseku Jizery se nachází takzvaná „rezervace tmy“ neboli Jizerská oblast tmavé oblohy (polsky Izerski Park Ciemnego Nieba), která byla zřízena za účelem informování široké veřejnosti o problematice světelného znečištění. Má popularizovat noční životní prostředí i podpořit turistický ruch. Na čtyřech místech byly umístěny informační tabule s různými tématy o noční obloze a světelném znečištění. Vedoucí Správy Chráněné krajinné oblasti Jizerské hory vysvětluje, že jde víceméně o proklamativní záležitost a neformální dohodu, že se v oblasti nebudou používat zbytečné světelné poutače nebo lasery. V Jizerce není ani veřejné osvětlení. Chráněná oblast tmavé oblohy zaujímá téměř 75 kilometrů čtverečních a spadá do ní i bývalá polská sklářská osada Orle, dnes turistické středisko. Na Jizerce by mělo být pouhýma očima vidět kolem 1000 hvězd, ve městech asi 200 a ve velkoměstech kolem 20. Na Jizerku jezdí pozorovat oblohu astronomové z Liberce a Jablonce, avšak na jihozápadě a západě Čech jsou ještě tmavší místa. Zakládající memorandum přijalo 20. září 2009 6 institucí: Astronomický ústav Varšavské univerzity, Astronomický ústav AV ČR, Agentura ochrany přírody a krajiny ČR – Správa CHKO Jizerské hory, nadleśnictwa Świeradów-Zdrój a Szklarska Poręba a Lesy České republiky – krajské ředitelství Liberec, po dohodě se starosty dotčených obcí. Status ochrany nemá přímou oporu v zákonech.
22. května 2010 se v osadě Jizerka konal Astronomický den s pozorováním hvězd a planet a řadou odborných přednášek.

## Galerie

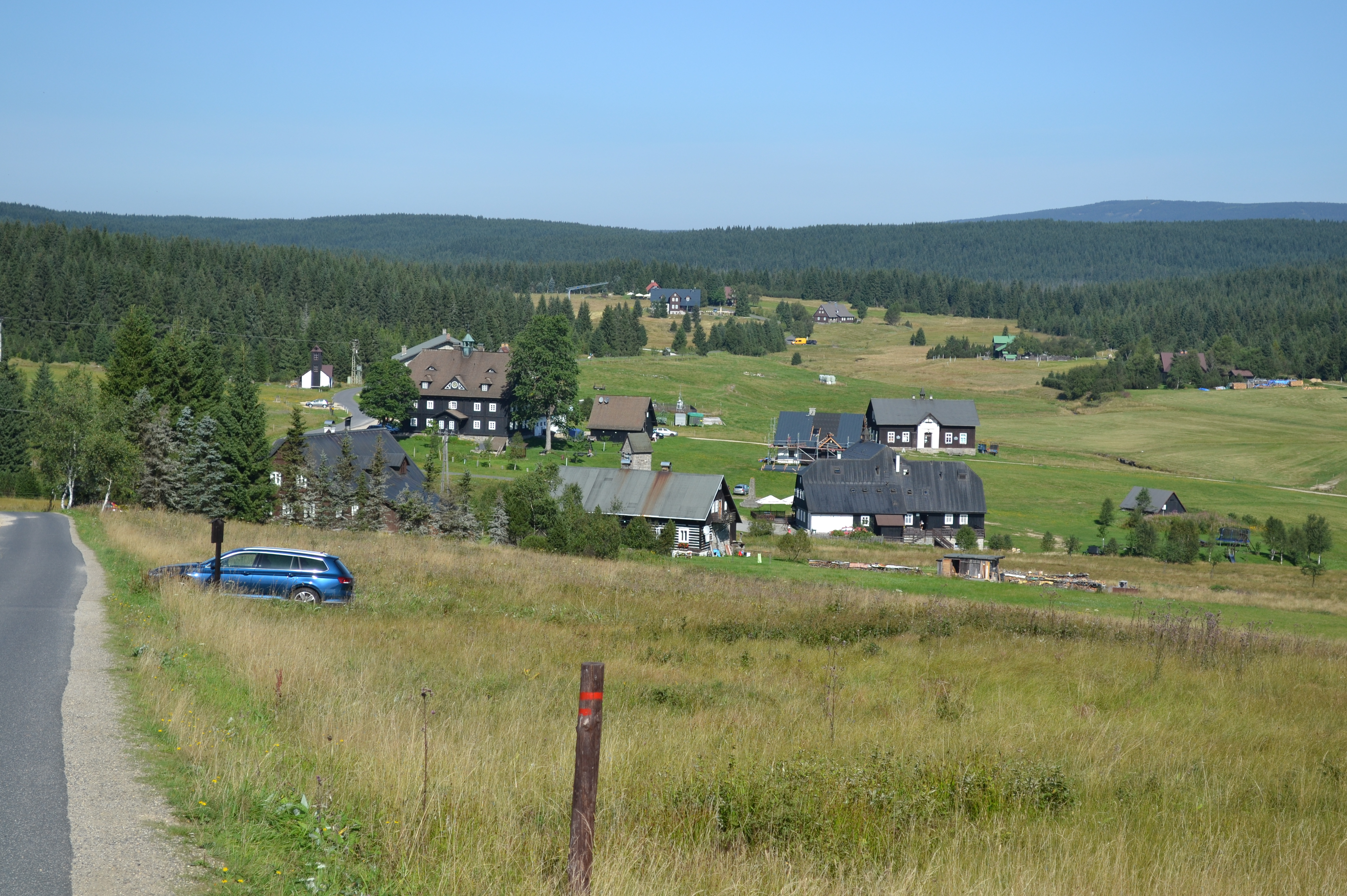
pohled od jihovýchodu
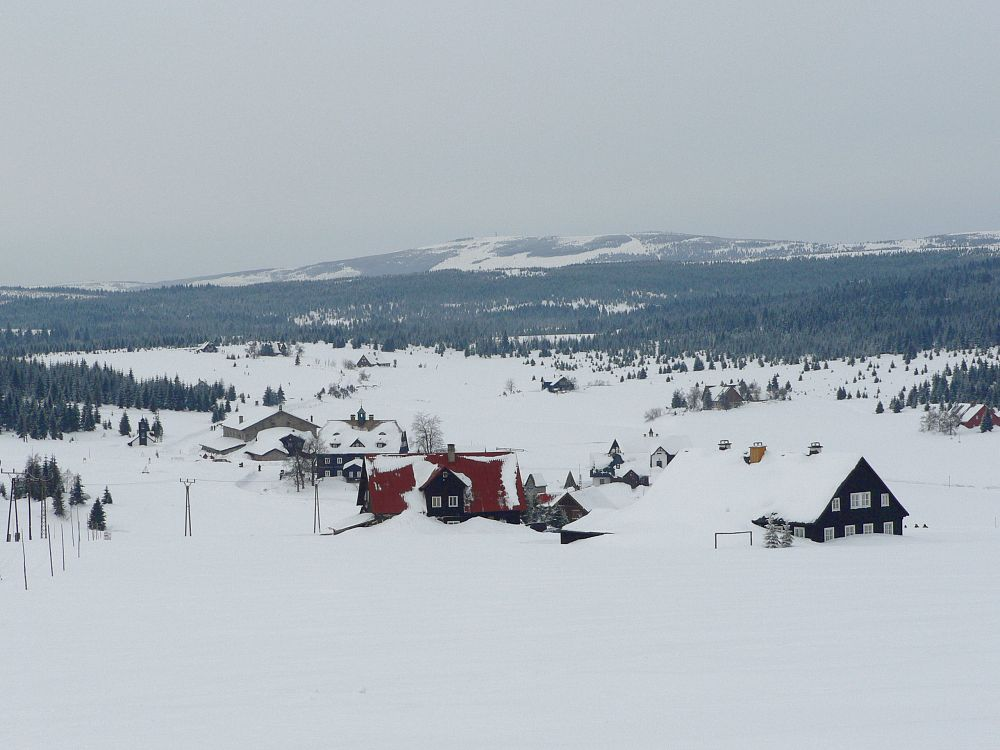
Jizerka v zimě
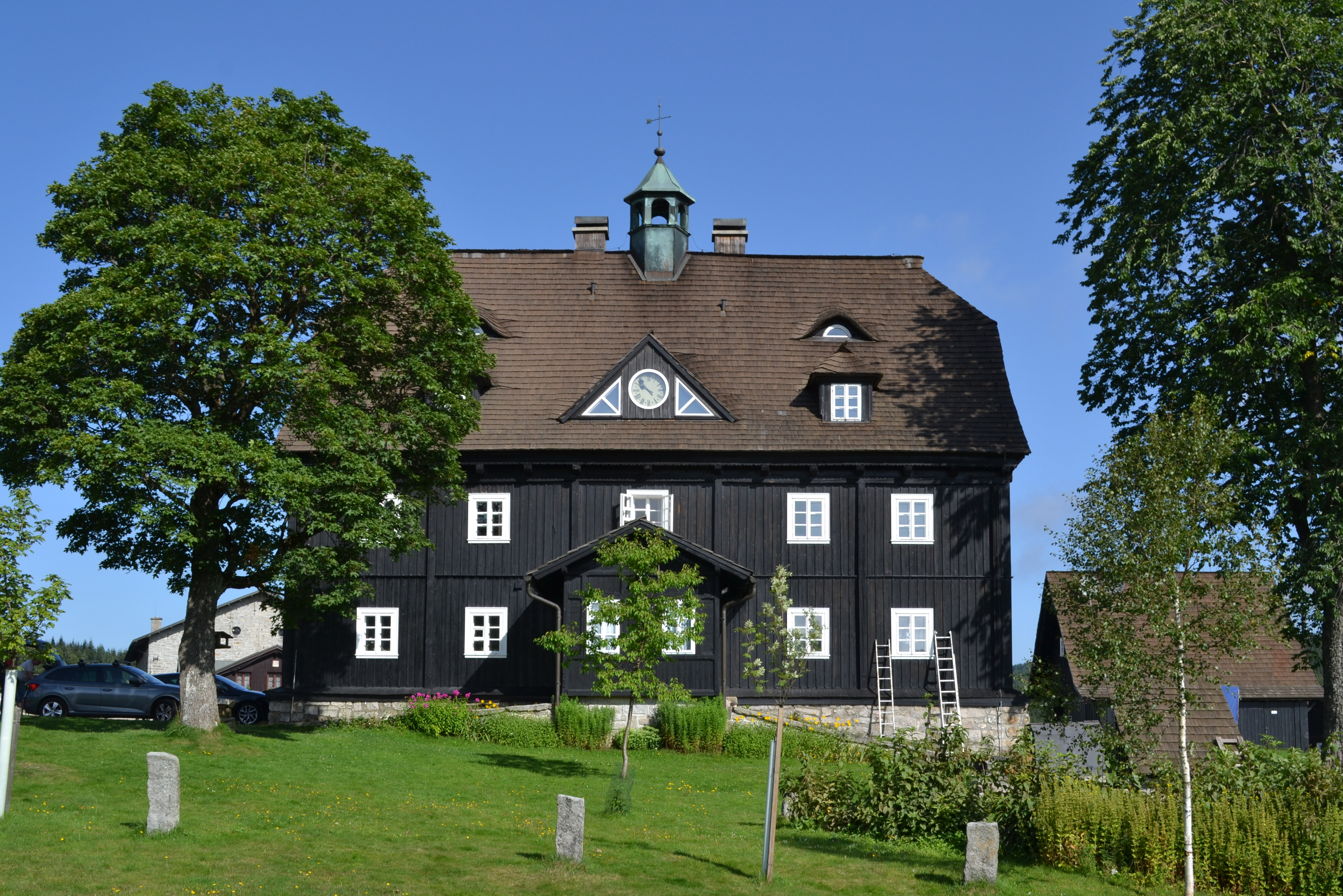
Panský dům
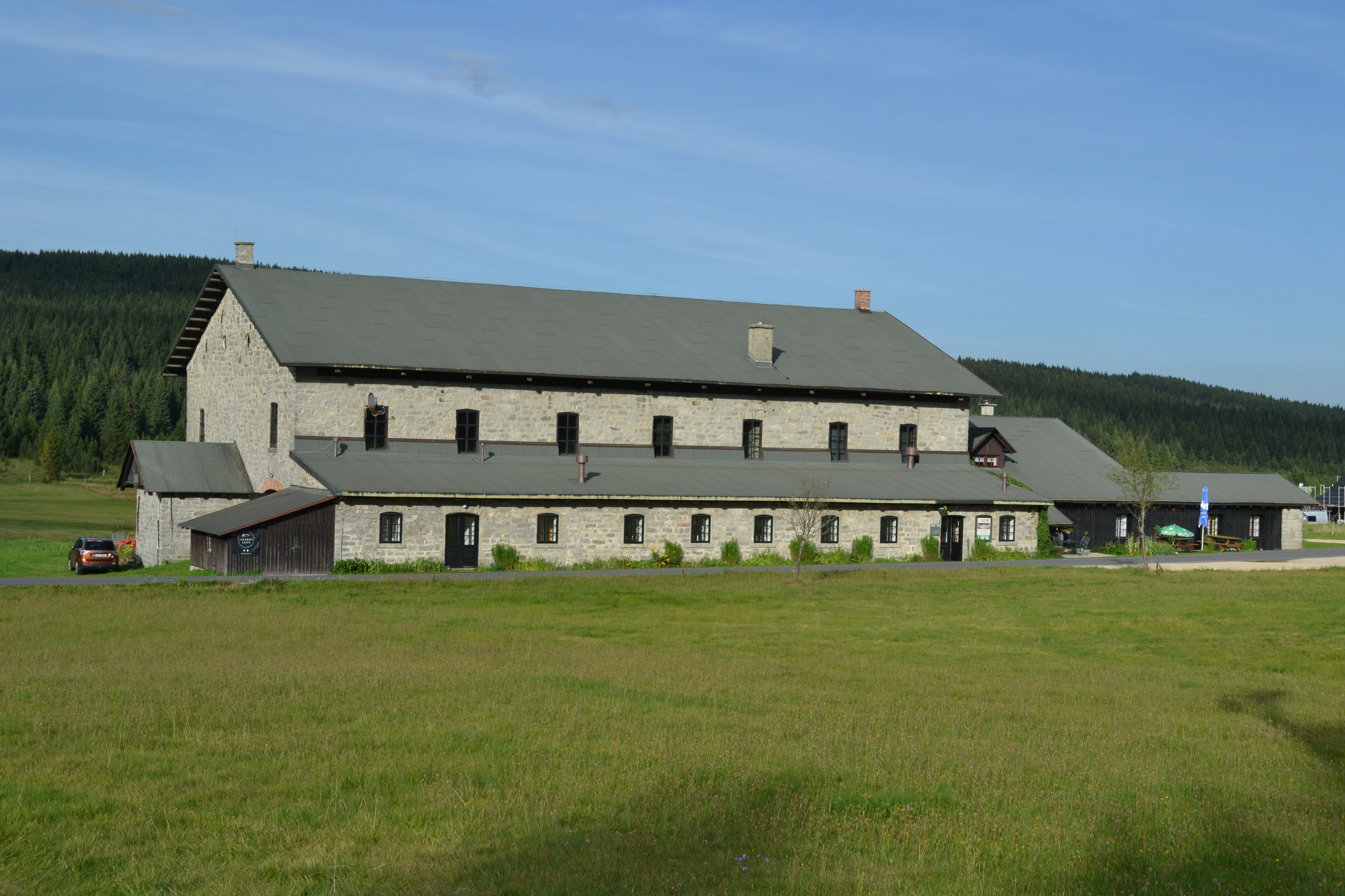
bývalá sklárna Nová huť
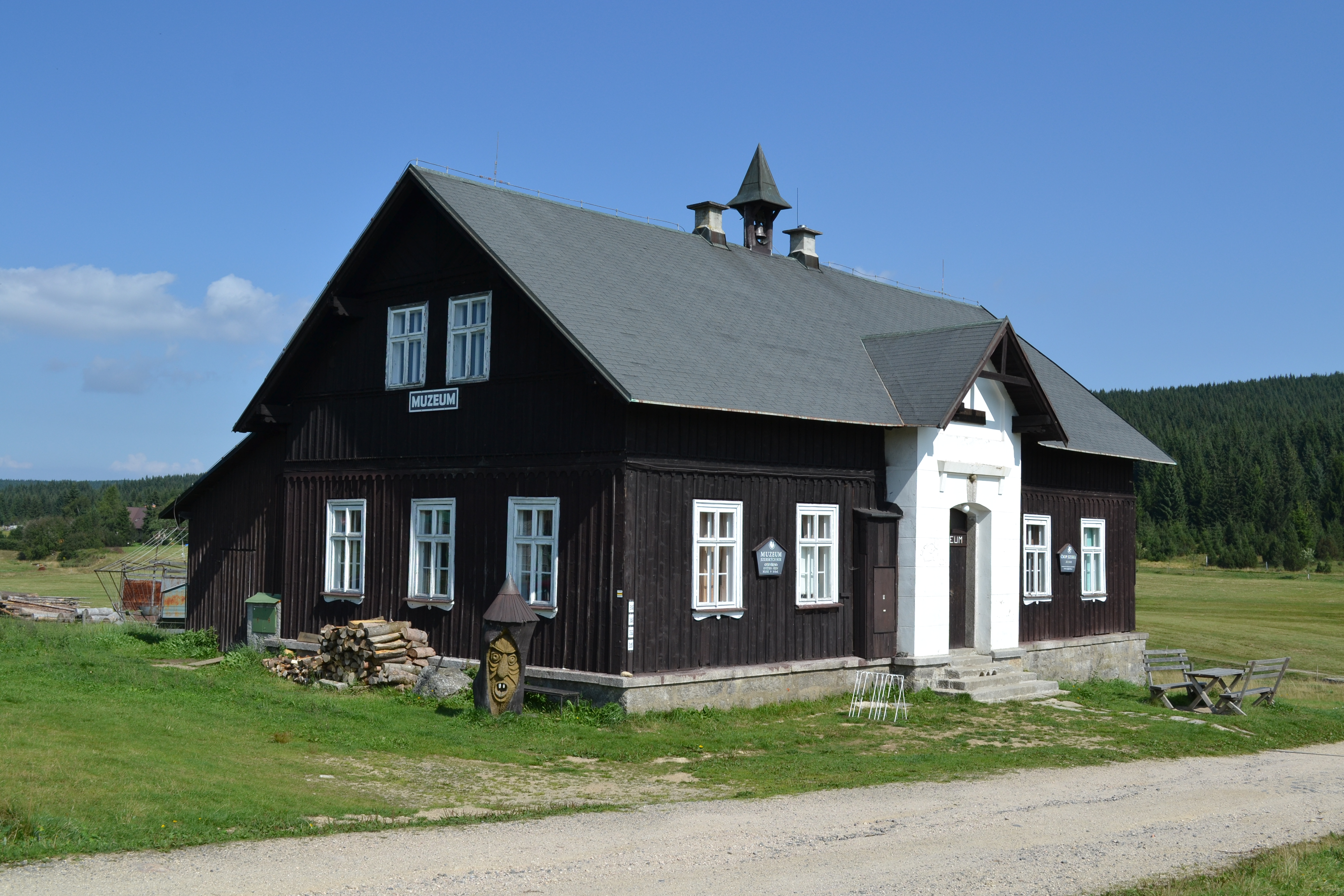
Muzeum Jizerských hor
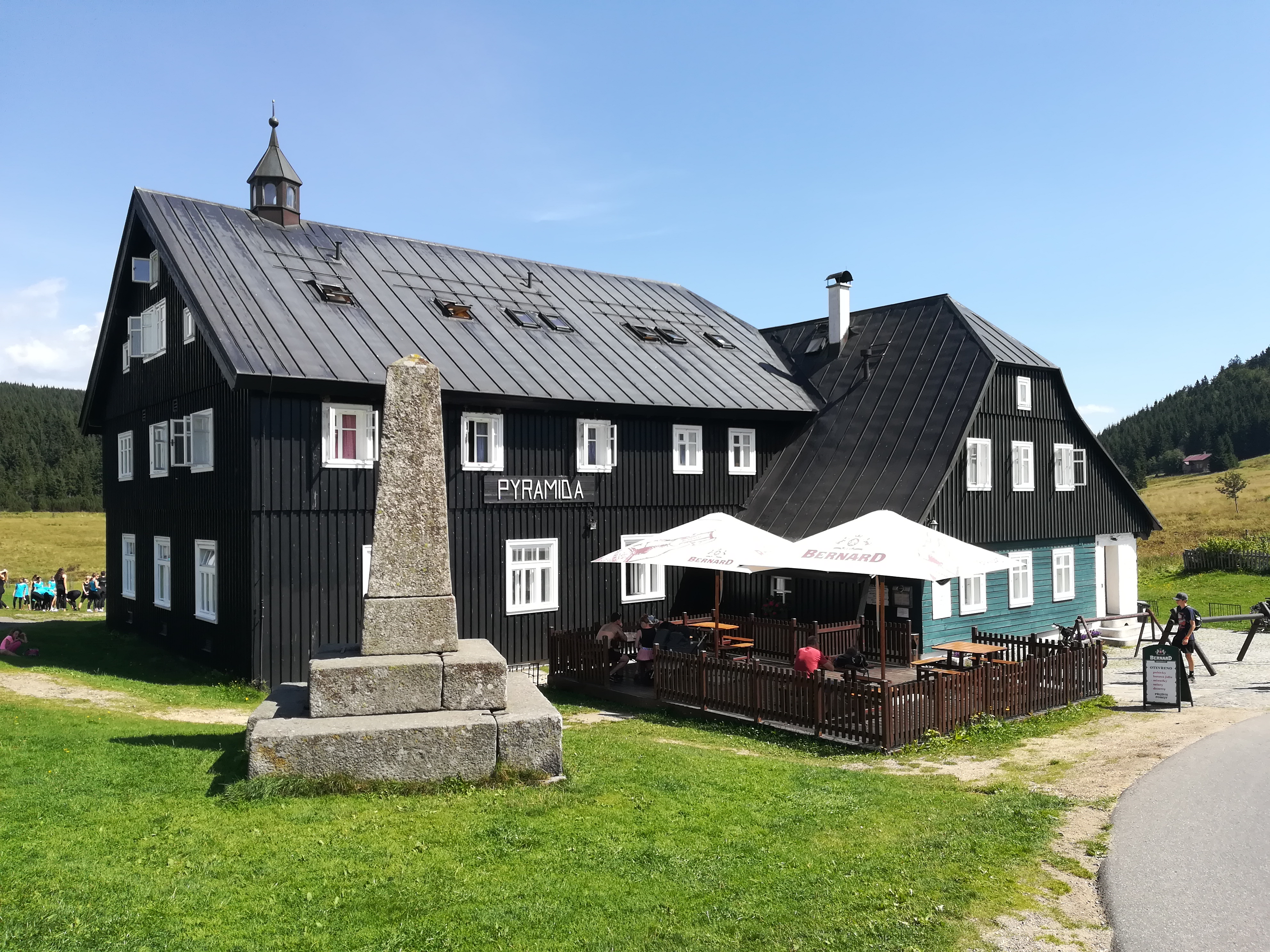
chata Pyramida
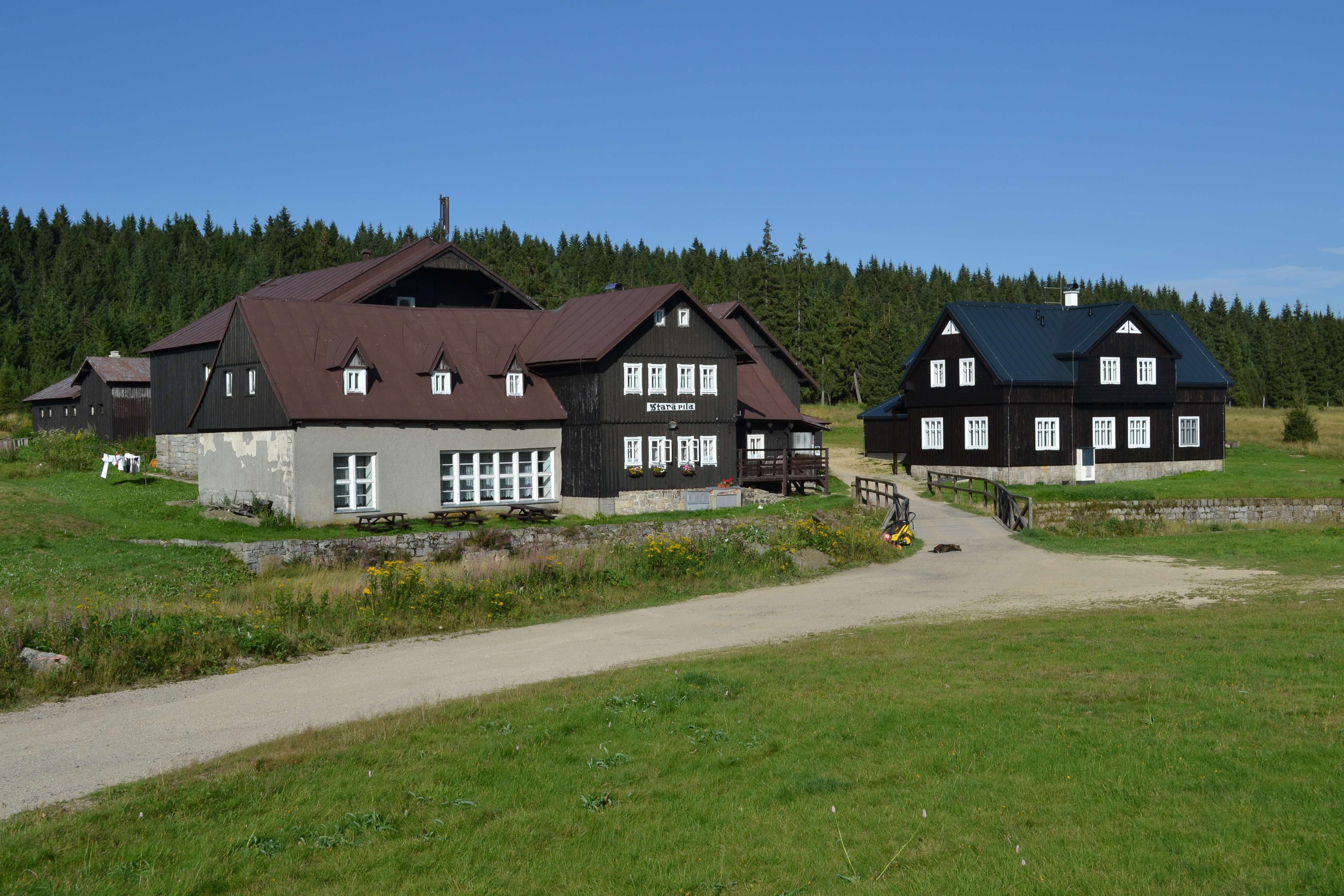
chata Stará pila
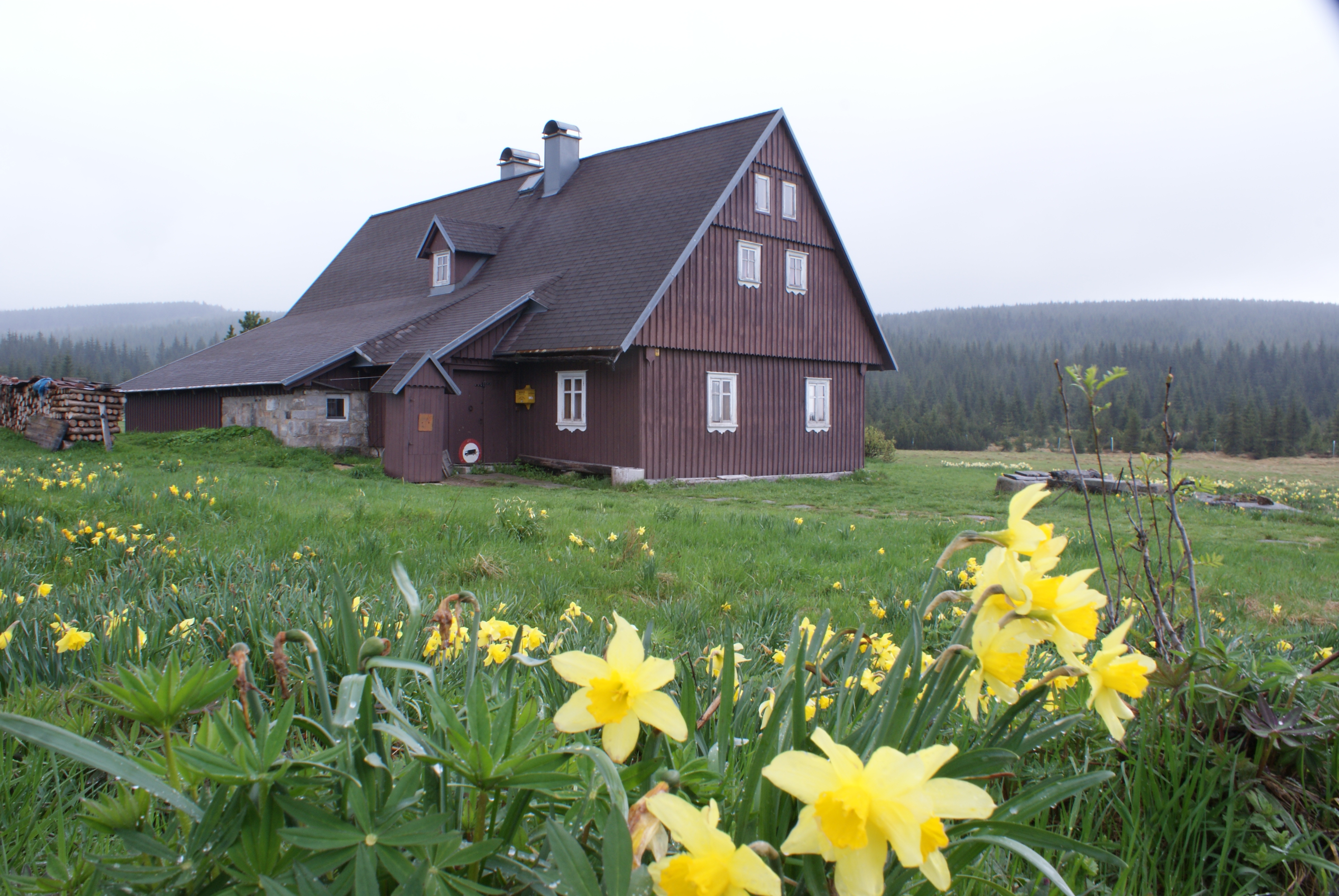
Hnojový dům
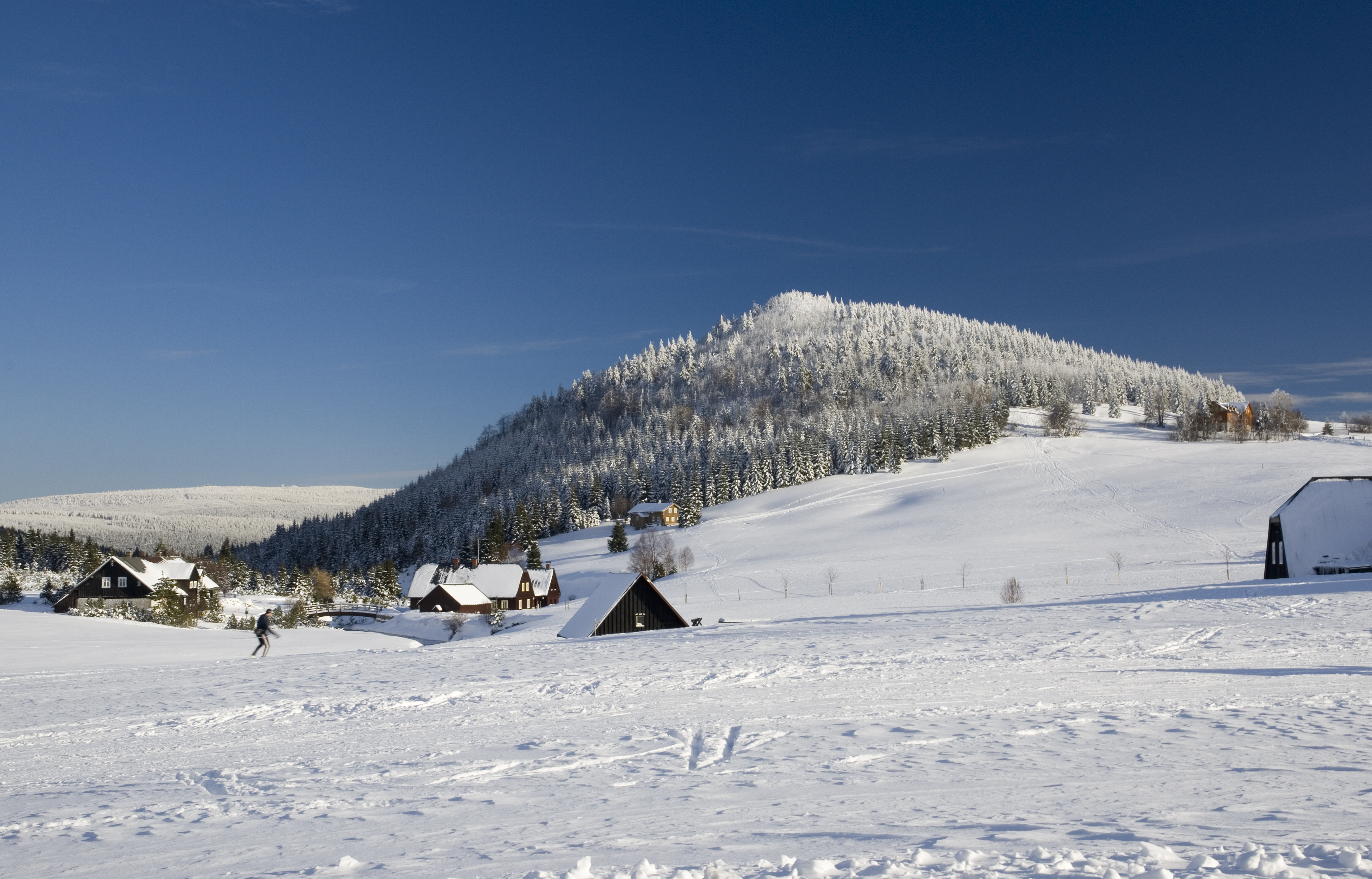
Vrch Bukovec v zimě
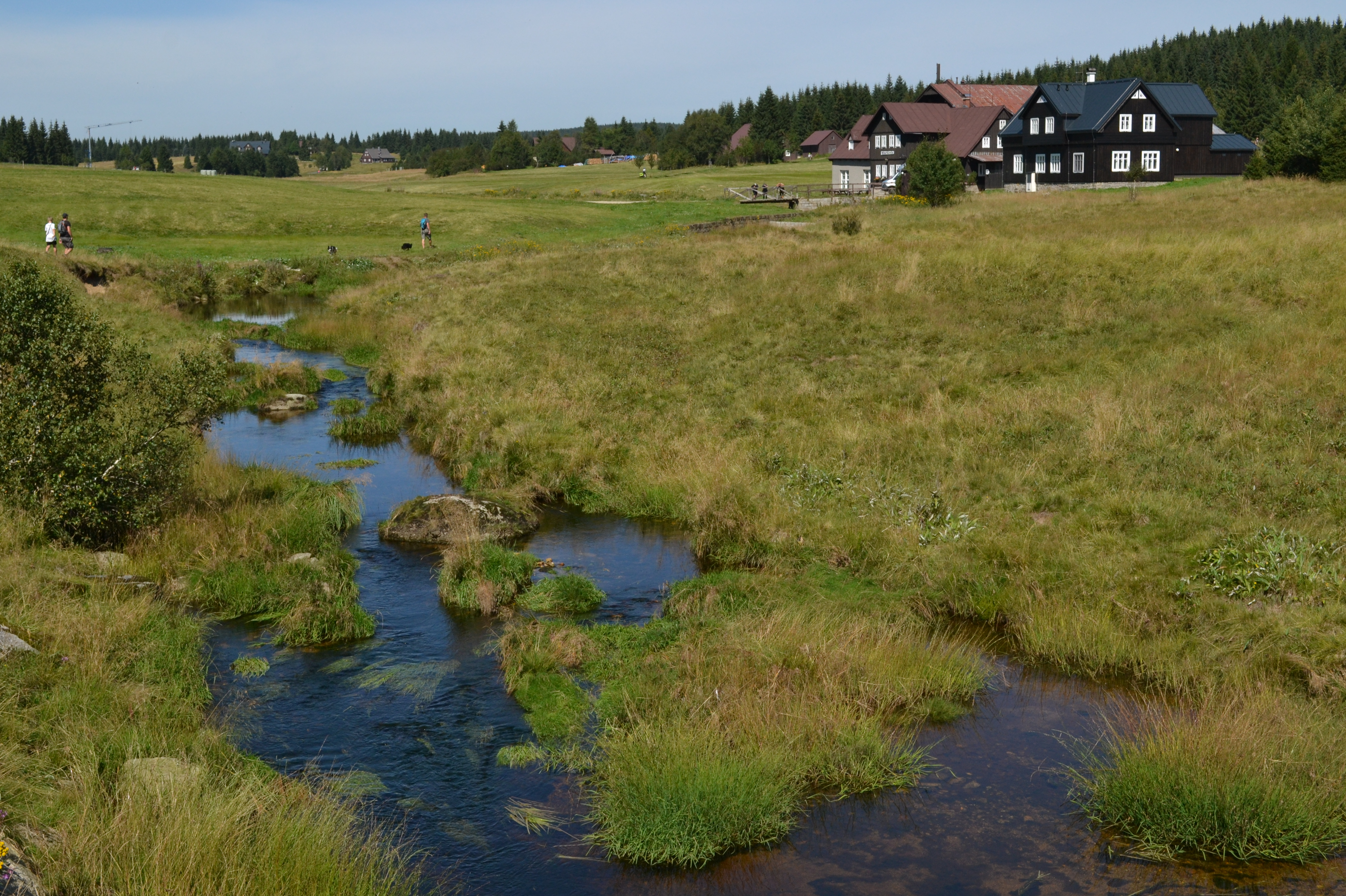
řeka Jizerka za Starou pilou
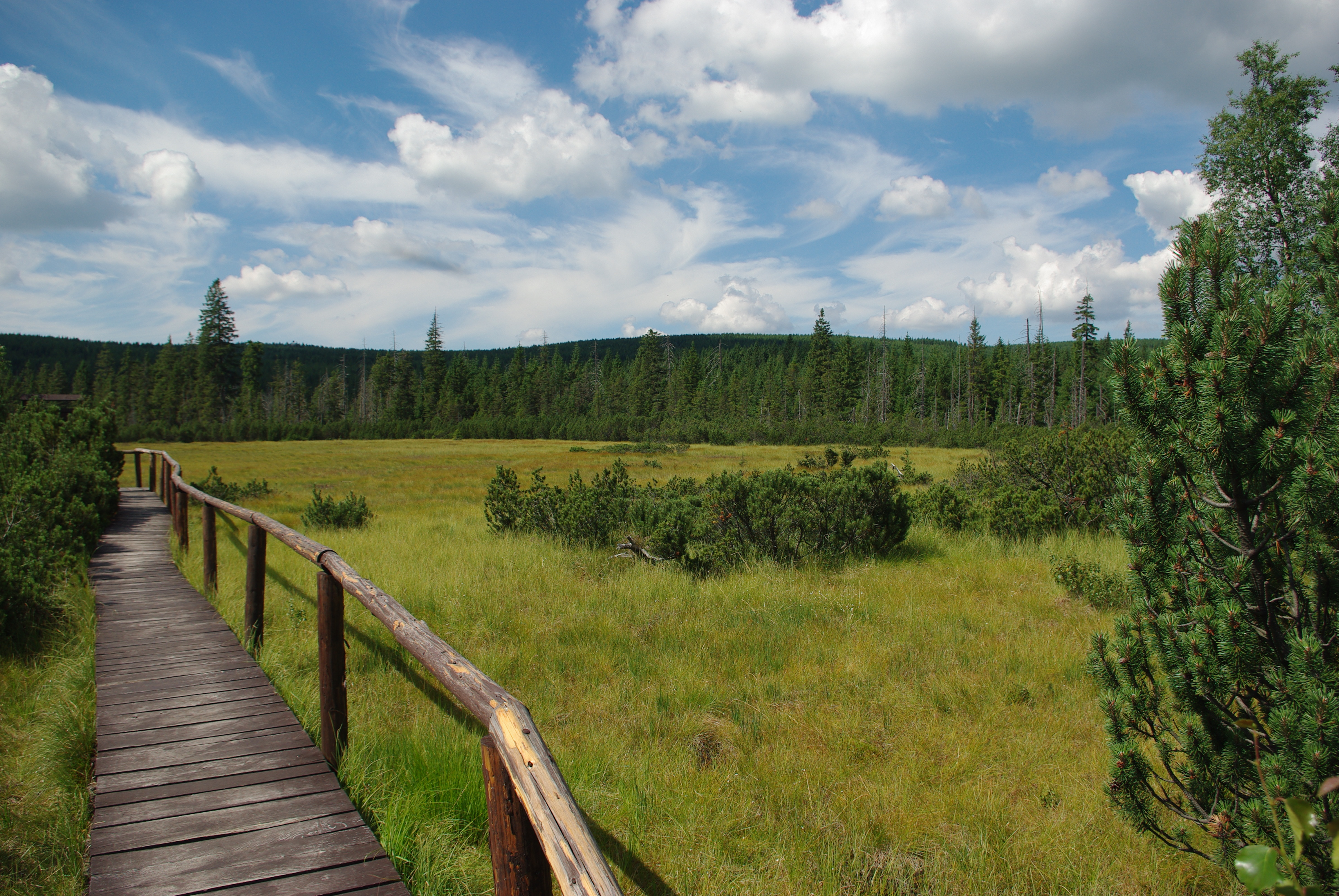
Rašeliniště Jizerky
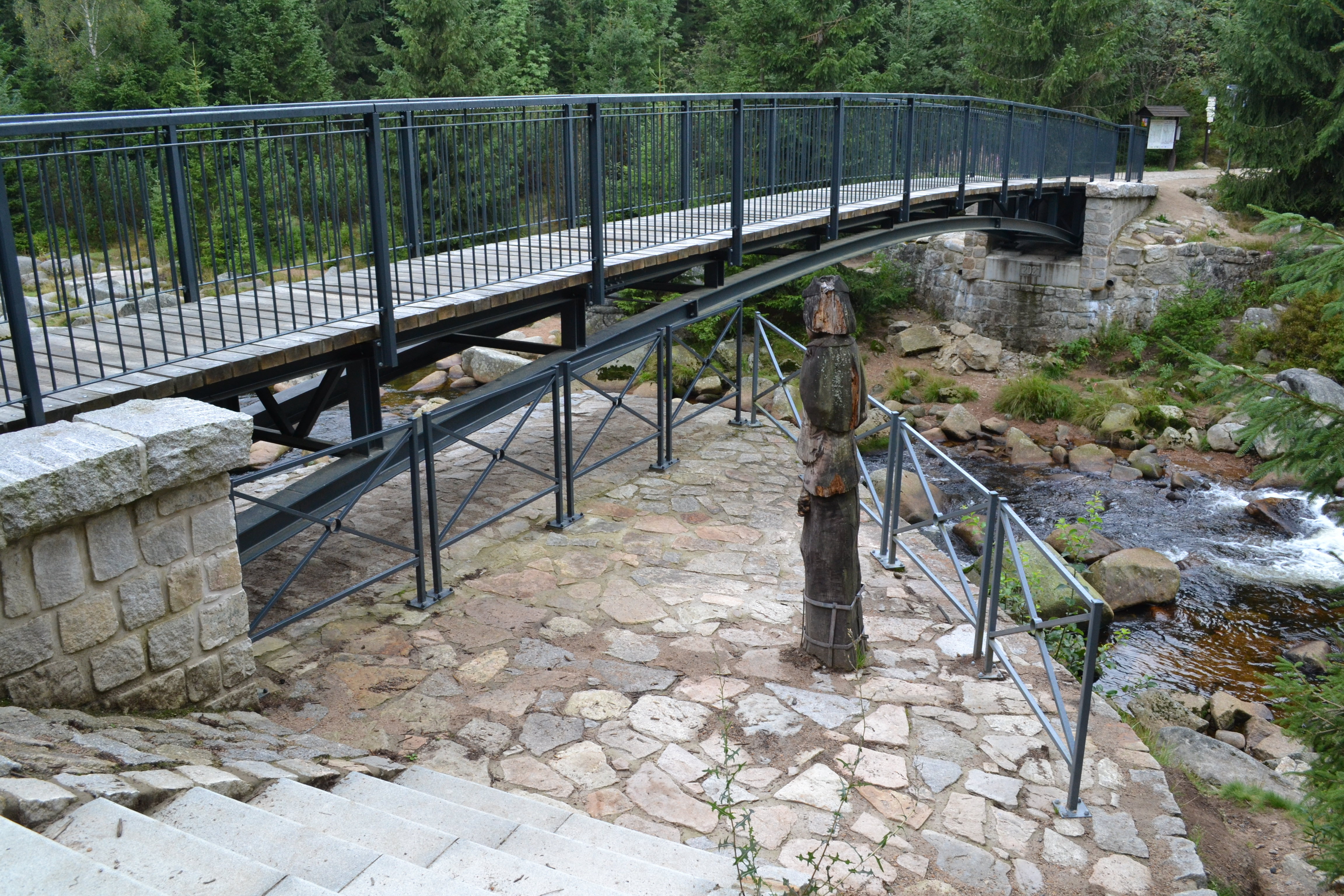
Karlovský most přes Jizeru na Česko-polské hranici